# Димитър Димитров (самбист)
Димитър Найденов Димитров (роден на 8 май 1964 г. в с. Бъта) е заслужил майстор на спорта по самбо, двукратен световен шампион за майстори (1984, 1985), шесткратен вицесветовен шампион по самбо за мъже (1983, 1984, 1985, 1986, 1988, 1989 г.), медалист на европейски и международни турнири, бронзов медалист на турнир „Дружба“ (1984 г.), многократен републикански шампион.
Председател на асоциацията на Българските Самбисти от 2020 г.
Живее в гр. София.

## Състезателна карта от 1977 г. до 1991 г.
- 1979 г. – 3-то място на Републиканка Спартакиада.
- 1980 г. – 1 – во място на републикански шампионат за юноши младша възраст
- 1981 г. – 1 – во място на републикански шампионат за юноши старша възраст
- 1982 г. – 1-вото място на републикански шампионат за юноши старша възраст
- 1982 – 3 – то място на международен турнир – Монголия
- 1983 – 1 – во място на републикански шампионат за мъже
- 1983 г. – 3-то място на международен турнир – Монголия
- 1983 г. – 3-то място на международен турнир „Ан. Харалампиев“ в Москва и международен турнир в Барнаул, СССР.
- 1983 г. – 2-ро място на световно първенство в Киев – СССР
- 1984 г. – 1-во място на републикански шампионат
- 1984 г. – Световен шампион за майстори и носител на Световната купа в Сеута, Испания
- 1984 г. – 2-ро място на световно първенство за мъже – Мадрид, Испания
- 1984 г. – 2-ро място на световно първенство за младежи – Мадрид, Испания
- 1984 г. – 3-то място на европейско първенство за мъже – Билбао, Испания
- 1984 г. – 3 място на международен турнир „Ан. Харалампиев“, Москва
- 1984 г. – 3-то място на международен турнир „Дружба“, Монголия
- 1985 г. – 1-во място на републикански шампионат за мъже
- 1985 г. – 1-во място на международен турнир във Видин – България
- 1985 г. – Световен шампион за „майстори“ и носител на Световната купа в Сустон, Франция
- 1985 г. – 2 място на световно първенство за мъже в Сан Себастиан, Испания
- 1985 г. – 3-то място на световно първенство за младежи в Билбао, Испания
- 1985 г. – 3 място международен турнир „Ан. Харалампиев“ в Москва
- 1986 г. – 2-ро място на световно първенство в гр. По, Франция
- 1986 г. – 2-ро място на европейско първенство в Ленинград, СССР
- 1987 г. – 1-во място на републикански шампионат за мъже
- 1987 г. – 1-во място на международен турнир в Калининград, СССР
- 1987 г. – 3-то място международен турнир в Москва, СССР
- 1987 г. – 2-ро място на европейско първенство в София, България
- 1987 г. – 3 – ро място световно първенство в Милано, Италия
- 1987 г. – 3-място на международен турнир, Монголия
- 1988 г. – 1 – во място на републикански шампионат за мъже
- 1988 г. – 3-то място на световна купа в Токио, Япония
- 1988 г. – 2-ро място световно първенство в Монреал, Канада
- 1989 г. – 1 – во място на републикански шампионат за мъже
- 1989 г. – 2-ро място на европейско първенство в Хърн Бей, Великобритания
- 1989 г. – 2-ро място на световно първенство, Ню Йорк, САЩ
- 1990 г. – 2-ро място републикански шампионат
- 1991 г. – 2-ро място европейско първенство в Торино, Италия
- Многократен шампион на турнира „Орчо Войвода“ – гр. Панагюрище.